# Ettore Trevisan
Ettore Trevisan (Trieste, 23 marzo 1929 – Trieste, 12 novembre 2020) è stato un allenatore di calcio e calciatore italiano, di ruolo centrocampista.
Era fratello di Guglielmo Trevisan, anch'egli calciatore con le maglie di Genoa e Triestina.

## Carriera

### Giocatore
Mezzala, cresce nel Cosenza e nella Triestina, che nel 1948 lo cede prima alla Reggina, dove non viene mai impiegato, e poi da gennaio 1949 al Marsala. Con i siciliani ottiene la promozione in Serie C, nel campionato di Promozione 1948-1949, giocando da titolare.
Nel 1949 viene messo in lista di trasferimento dalla Reggina e dopo un provino nella Lazio si trasferisce in Francia, al Nizza, dove rimane per una stagione. Tornato in Italia, milita nelle riserve del Legnano, del Bari e del Piacenza, dove si ricongiunge al fratello Guglielmo. Nel novembre 1952 passa in prestito al Ravenna, in IV Serie, con cui disputa 12 partite realizzando una rete. Svincolato dal Piacenza, torna alla Triestina, che nel 1954 lo cede al Cuneo. Gioca poi con Montevecchio e Teramo, in IV Serie, e chiude la carriera nel 1958 dopo aver disputato due partite nella Sanremese.

### Allenatore
Dopo una stagione alla guida del Belluno in Serie D, nel 1959 intraprende la carriera di allenatore nel campionato greco alla guida dell'Ethnikos Pireo, risultando il più giovane allenatore straniero della storia del massimo campionato ellenico. Rientra brevemente in Italia per sposarsi, e nel 1961 torna in Grecia sulla panchina del Nikī Volo e poi dell'Arīs Salonicco, che lascia nel dicembre del 1962 a seguito di risultati deludenti venendo sostituito da Bela Palfi. Dopo essersi inizialmente accordato con i turchi del Beşiktaş, nel gennaio 1963 torna a Volos per allenare l'Olympiakos Volos, militante nel campionato di Beta Ethniki. Viene riconfermato per la stagione successiva, nella quale i biancorossi concludono il proprio girone del campionato di Beta Ethniki a pari merito con il Trikala perdendo lo spareggio per l'ammissione al girone finale.
Conclusa l'esperienza in Grecia si trasferisce in Corsica, al Bastia, rimanendovi per pochi mesi a causa di problemi di lingua e di adattamento al campionato francese. Rientra poi in Italia, e con il Pordenone (Serie D) vince il Seminatore d'oro per i dilettanti, nel 1967; dopo un'ulteriore esperienza nella Mestrina, nel campionato di Serie C 1968-1969 subentra ad Antonio Pin sulla panchina del Potenza. Nella stagione 1970-1971 è sulla panchina della Torres, in sostituzione di Mario Genta; l'anno successivo allena il Savoia, in Serie C, dove viene esonerato dopo 11 giornate.
Nel 1973 diventa commissario tecnico della Nazionale di calcio di Haiti, su richiesta della federazione locale e tramite un rapporto di collaborazione con il Ministero degli Esteri. Con i caraibici ottiene la prima ed unica qualificazione ai Mondiali, vincendo il Campionato CONCACAF (che aveva funzione di girone di qualificazione) davanti alle nazionali di Messico, Guatemala e Honduras e dotando la squadra di un gioco moderno e offensivo, precursore della zona. Subito dopo il sorteggio dei gironi per il Mondiale, rassegna le dimissioni a causa di attriti con la federazione, che ne aveva pubblicamente disconosciuto i meriti, e viene sostituito dal suo vice Antoine Tassy. Inizialmente gli viene offerta la guida del Violette, squadra campione in carica del campionato haitiano; già nel mese di febbraio, tuttavia, rientra in Italia, a causa della persecuzione messa in atto nei suoi confronti dalle autorità locali, dettata da motivazioni economiche e nazionalistiche.
Dopo un breve ritorno all'Olympiakos Volos, nel massimo campionato greco (sostituito in ottobre da Dragan Cikic), nel dicembre 1974 subentra a Paride Tumburus sulla panchina del Pordenone. Durante la stagione 1976-1977 sostituisce Mario Tortul alla guida della Vigor Senigallia, che conduce alla salvezza. In seguito allena il Marsala in due periodi distinti: nel primo ottiene la salvezza nel campionato di Serie C2 1979-1980 (lanciando in prima squadra il sedicenne Pasquale Marino), mentre nel secondo guida la formazione siciliana in Promozione, nella stagione 1985-1986, rassegnando le dimissioni poco dopo l'inizio del campionato.

## Palmarès

### Allenatore
- Campionato CONCACAF: 1

1973